# 1075

## Narození
- 16. února – Orderic Vitalis, anglický historik a kronikář († kolem 1142)
- ? – Jehuda ha-Levi, španělský židovský básník a filosof († 1141)
- ? – Lothar III., vévoda saský, císař Svaté říše římské († 4. prosince 1137)
- ? – Vilém ze Saint-Thierry, mystik a autor duchovních knih († 8. září 1148)
- ? – Berta, aragonská a navarrská královna (přibližné datum)

## Úmrtí
- 29. března – Otakar I. Štýrský, štýrský markrabě (* ?)
- 10. června – Arnošt Babenberský, markrabě rakouský (* cca 1027)
- 19. prosince – Edita z Wessexu, anglická královna a hlavní protagonistka díla The life of King Edward (* 1029?)
- ? – Petar Krešimir IV., chorvatský král z dynastie Trpimírovců (* ?)

## Hlava státu
- České knížectví – Vratislav II.
- Svatá říše římská – Jindřich IV.
- Papež – Řehoř VII.
- Anglické království – Vilém I. Dobyvatel
- Francouzské království – Filip I.
- Polské knížectví – Boleslav II. Smělý
- Uherské království – Gejza I. – Šalamoun protikrál
- Byzantská říše – Michael VII. Dukas